# Zapletán Zsombor
Zapletán Zsombor (Zenta, 1985. április 24. –) szerbiai születésű világbajnok magyar válogatott tekéző, a Szegedi TE játékosa. 2022-ben az év magyar férfi tekézője.

## Fiatalkora
Szerbiában született egy kis városban, Zentán, ahol 11-12 éves korában ismerkedett meg a tekével. Első klubja a Zenta volt, ahol megismerte a sportág alapjait, és itt nőtt ki felnőtt játékossá.

## Pályafutása
Számos csapatban fordult meg pályafutása során, belföldön és külföldön egyaránt. Zenta után eligazolt Szegedre, ahol néhány évet játszott. Ezek után kiment külföldre az olasz KK Neumarkthoz, ahol két magyar játékossal, Kiss Tamással és Kovács Gáborral alkották a külföldi magyar triót. Külföldi évei után eligazolt a Répcelakhoz, majd a budapesti Ferencvároshoz, és 2020-tól a Szegedi TE gárdáját erősíti.
2016-ban megnyerte csapatával az NBC-kupát, ahol még számos magyar csapat képviseltette magát. 2007-ben és 2013-ban csapatvilágbajnok lett a magyar válogatottal.
2012-ben, 2020-ban és 2021-ben magyar egyéni és összetett bajnok, illetve 2013-ban, 2014-ben és 2020-ban magyar sprintbajnok lett.
2021-ben és 2022-ben az év tekézőjének választották.